# マルイ (岡山県)
株式会社マルイは、岡山県津山市に本部を置き、岡山県・鳥取県、島根県でスーパーマーケット事業等を展開する企業である。

## 概要
食料品スーパーマーケットを中心に展開しており、津山市を拠点として岡山県と鳥取県、島根県に24店舗出店、瀬戸内海から日本海にわたる広域なネットワークを構築している。津山市郊外には、｢イーストランド」、「ノースランド」、「ウエストランド｣等の大型複合商業施設を展開している。
CGCグループの一員であり、「絆」を大切にした経営方針に基づき、地域に根ざした正しい商いを通じて中国地方No.1のスーパーマーケットを目指している。
その他には、農林水産省補助事業である「にっぽん食育推進事業」を、平成19年度（外食、小売業等における普及啓発事業）、平成20年度（食育先進地モデル実証事業）、平成21年度（食育先進地モデル実証事業）を展開、「食事バランスガイド」の活用、日本型食生活の普及・啓発への支援に取り組んでいた。
平成21年度完全施行の薬事法改正に伴い、スーパーマーケットにおいて条件付きで一部医薬品を販売できるようになった。詳細は当該項目を参照。イーストランド店（津山市）にて、医薬品販売事業を展開している。
また、インターネットショッピングサイト「ネットスーパーマルイ宅配便」を開設、岡山県全域に商品の配達を行う。
美作市をホームグラウンドに活動を続ける女子サッカークラブチーム岡山湯郷Belleのオフィシャルスポンサーである。

## 沿革
- 1931年（昭和 6年） - 津山市元魚町にマルイ食料品店を創業（初代社長：石原 章）
- 1955年（昭和30年） - 県下初のセルフサービス方式を導入
- 1958年（昭和33年） - 株式会社マルイに改組
- 1968年（昭和43年） - 協同組合中国経営合理化チェーン（CMC）の設立に参画
- 1977年（昭和52年） - リオ店（美作町）、イーストランド店を開設
- 1981年（昭和56年） - 勝央店を開設
- 1982年（昭和57年） - 津山市院庄に配送センターを開設/ウエストランド店を開設
- 1983年（昭和58年） - 惣菜の集中生産システムを開始
- 1985年（昭和60年） - 本店改装
- 1986年（昭和61年） - チェリーマート志戸部店出店/イーストランド店リニューアル
- 1988年（昭和63年） - 高野店開設/吉野家津山東店/新保店出店
- 1989年（平成元年） - 吉野家早島店出店
- 1990年（平成2年） - 本社を移転
- 1991年（平成3年） - 勝山店開設
- 1992年（平成4年） - コスモスフーズ（株）買収
- 1993年（平成5年） - マルイ美作（株）吸収合併
- 1994年（平成6年） - ウエストランド店リニューアル/ハウスキーピング増設/リトルマーメイド増設
- 1995年（平成7年） - 高野店リニューアル/倉吉中央店を開設/バッカス美作リニューアル
- 1996年（平成8年） - デイリートランスファーセンター（D・T・C）開設/ノースランド店を開設/志戸部店リニューアル（呼称変更）/湖山店（鳥取市）を開設/レストランズマルイ（株）に社名変更〈旧ウエスタンフーズ（株）〉/かつ佶（とんかつの店）東津山店を開設/（有）バッカスを設立（勝山店、ウエストランド店、リオ店、イーストランド店、志戸部店、ノースランド店、湖山店）
- 1998年（平成10年） - （有）サンインマルイを設立
- 1999年（平成11年） - 両三柳店（米子市）を開設/正蓮寺店（鳥取市）を開設、後に閉店/薬師町店（鳥取市）を開設
- 2000年（平成12年） - （株）ランディーズに社名変更＜旧コスモスフーズ（株）＞/イーストランド店リニューアル/下中野店（岡山市）を開設/宮長店（鳥取市）を開設
- 2001年（平成13年） - 湯郷店（美作町）を開設
- 2002年（平成14年） - CMCを脱退/トランスファーセンター（T・C）開設/勝央店リニューアル
- 2003年（平成15年） - （有）パザパを設立/倉吉中央店リニューアル/勝山店リニューアル（全店 300・500坪規模へ統一）
- 2004年（平成16年） - アプト店（琴浦町）を開設/久世店（真庭市）を開設/HACCP高度化認定惣菜工場「マルイ ハートデリカ」を開設
- 2005年（平成17年） - 車尾店（米子市）を開設
- 2006年（平成18年） - 大福店（岡山市）を開設/（有）パザパが（株）シバタ（鳥取市）の「Sマート」事業を譲受、（株）エスマートに社名変更
- 2007年（平成19年） - 下中野店（岡山市）を大福店（岡山市）へ統合
- 2008年（平成20年） - 勝北店（津山市）を開設/新総合物流センターを開設/本部を現所在地（津山市戸島）に移転/ホープタウンと業務提携、ホープタウンマルイ店を開設（米子市）/（株）わたなべ生鮮館（岡山市）を完全子会社化
- 2009年（平成21年） - 外食産業から撤退（津山市）
- 2010年（平成22年） - ネットスーパーマルイ宅配便開始/ノースランド店リニューアル/アルティ店（真庭市）を開設
- 2012年（平成24年） - 本部事業機能をウエストランド2F（津山市二宮）に移転
- 2014年（平成26年） - 総社店（津山市）、米子しんまち店（米子市）を開設/特定非営利活動法人マルイ・エンゲージメント・キャピタルを設立
- 2015年（平成27年） - 上井店（倉吉市）を開設
- 2017年（平成29年） - 国府店（鳥取市）を開設
- 2018年（平成30年） - （株）マムハートホールディングスを設立
- 2019年（平成31年・令和元年） - （株）ユニサンから事業譲渡を受け（株）米子マルイを設立。安倍店（米子市）・渡店（境港市）を開設

## 店舗

### かつて存在した店舗

#### 岡山県
- 本店 - 津山市元魚町14[2]、1931年2月10日開店[2]-2019年閉店、売場面積999㎡[2]。
- 上河原店 - 津山市上河原209-4[2]、1978年11月20日開店[2]、売場面積377㎡[2]。
- ショッピー城北店 - 津山市山北470-1[2]、1974年7月4日開店[2]、売場面積541㎡[2]。
- フレッシュ駅前店 - 津山市南町1-28[2]、1978年4月16日開店[2]、売場面積330㎡[2]。
- リオ店 - 英田郡美作町入田200-3[2]、1975年1月4日開店[2]、売場面積411㎡[2]。
- ミートパビリオン - 津山市大手町11-21[2]、1991年2月14日開店[2]、売場面積69㎡[2]。
- 下中野店 - 岡山市下中野377‐1[3]、2000年9月7日開店[3]-2007年閉店[4]、売場面積1700㎡[3]。

#### 鳥取県
- 倉吉中央店 - 倉吉市住吉町74-1[2]、1996年9月14日開店[2]-2019年6月28日閉店、売場面積969㎡[2]。

- 渡店 - 境港市渡町2711、2019年7月11日開店[5]-2021年2月7日閉店[6]、売場面積約939㎡[5]。

## マムハートカード
入会費、年会費無料の電子マネー機能付きポイントカード。マルイの子会社であるエスマート、わたなべ生鮮館ともポイントカードを共有しており相互利用が可能となっている。「CoGCa」電子マネー開始前から存在しており、電子マネー機能が付く前はポイント機能だけのカードで、マルイ専用で子会社では使えなかった。
税抜200円お買い上げごとに1ポイント、100ポイント以上累計で100円のお買い物券となる。但し、電子マネー「CoGCa」（コジカ）でのお支払いで、税抜き200円お買上ごとに、別途1ポイントが付与される。
毎月5日は、ポイント5倍デー（マルイ全店、ただしカード利用不可のアプト店を除く）
例外で、
- 大福店（岡山市） 毎週日曜日5倍
- 両三柳店、車尾店、米子しんまち店（鳥取県米子市） 毎週日曜日5倍
- ホープタウンマルイ店（鳥取県米子市） 毎週火曜日5倍
- 湖山店、薬師町店、宮長店（鳥取市） 毎週木曜日5倍
- 倉吉中央店（鳥取県倉吉市） 毎週木曜日5倍

である。
また、毎月25日、偶数月の15日はマルイカード会員限定で、1500円ごとにスクラッチカードがもらえ、50～500円の金券となる。
（金券は利用期限がある）

### POSシステム
- POSシステムは、富士通フロンテック製を使用していたが、セミセルフレジの導入に伴い寺岡精工製に切り替わっている。

## ネットスーパーマルイ宅配便
マルイの商品をインターネットで購入できるインターネットサイト。
インターネットサイトという名称だが、電話やFAXでの注文も可能である。
会員登録、買い物手数料、年会費無料であるが、配送料は別途必要である。
5,000円以上の利用で、配送料無料。5,000円未満の利用では、配送料315円が必要である。
マルイカードへのポイント加算、ポイントを利用しての支払いはできない。
配送はヤマト運輸を利用しており、現在の支払い方法は代金引換、クレジットカード。

## Mam Heart（マムハート）
マルイでは独自にプライベートブランドの「Mam Heart（マムハート）」を展開している。
また、趣旨によりマムハートを4分類している。商品としては、一般食品を始め、日配品、生鮮品、惣菜など多岐にわたる。4分類は以下の通り。
- Mam Heart Selection（マムハート セレクション）
素材・製法・味にとことんこだわった安心安全な特選高品質商品
- Mam Heart Basic（マムハート ベーシック）
毎日の生活に欠かせないリーズナブルな価格のお値打ち商品
- Mam Heart Delicious（マムハート デリシャス）
おふくろの味や新しい味、安心安全で心のこもったオリジナルデリカテッセン商品
- Mam Heart Natural（マムハート ナチュラル）
顔の見える履歴のハッキリした青果・畜産・水産商品

CGCグループに加盟しているため、CGCグループのプライベートブランドも取り扱っている。

## 関連会社

### （株）ランディーズ

#### 100円ランド（100円ショップ）
- イーストランド店
- 両三柳店
- 宮長店
- ダイソー・ランディーズノースランド店

### 喜久屋書店
- 津山店
- 国府店

### （株）バッカス（酒販売）
- ウエストランド店
- ノースランド店
- イーストランド店
- 勝山店
- 湖山店
- 倉吉店
- 宮長店
- 勝央店
- アプト店
- 車尾店

### （有）アントレ

#### 保険事業
- 取扱損害保険会社 あいおいニッセイ同和損害保険
- 取扱生命保険会社 アメリカンファミリー,メットライフアリコ,ソニー生命,三井住友海上きらめき生命

### 勝央開発（株）
- 新規業態の開発事業

### （株）エスマート
- 2006年（平成18年）9月1日にシバタからSマートの全店舗を譲り受け、運営開始。詳細は当該項目参照。

### （株）わたなべ生鮮館
- 2008年（平成20年）12月10日に業務・資本提携し完全子会社とした。詳細は当該項目参照。

### （株）ハートデリカ
- HACCP高度化認定惣菜工場